# Lars Ellmerich
Lars Ellmerich (* 2. Januar 1961 in Braunschweig) ist ein ehemaliger deutscher Fußballspieler und -trainer.

## Karriere
Lars Ellmerich begann im Alter von sieben Jahren mit dem Vereinsfußball bei Rot-Weiß Volkmarode und wechselte 1978 zu Eintracht Braunschweig. Hier spielte er nach der Jugendzeit zunächst in der Amateurmannschaft und unterschrieb mit 19 Jahren (Saison 1980/81) einen Profivertrag. Sein Bundesligadebüt hatte er bereits am 24. Mai 1980 im Spiel gegen Borussia Mönchengladbach (0:3) gegeben. Am Saisonende 1979/80 rangierte Braunschweig auf dem letzten Tabellenplatz und stieg somit in die 2. Bundesliga ab. Dort wurde Ellmerich im Laufe der Folgesaison Stammspieler und hatte mit zehn erzielten Toren einen großen Anteil am direkten Wiederaufstieg. Am letzten Spieltag brach ihm im Spiel gegen Rot-Weiss Essen Frank Mill das Schienbein, sodass Ellmerich nicht an den Relegationsspielen gegen Kickers Offenbach teilnehmen konnte und in der Hinrunde der folgenden Bundesligasaison ausfiel. Erst etwa neun Monate, nachdem er sich die Verletzung zuzog, gab er sein Bundesliga-Comeback. In der restlichen Saison spielte er regelmäßig, verlor aber 1982/83 seinen Stammplatz. Ab der Rückrunde 1983/84 wurde er wieder häufiger eingesetzt, hatte aber seit seinem Beinbruch immer wieder mit Verletzungen zu kämpfen. 1985 musste der BTSV erneut den Gang in die zweite Liga antreten. Die nach Toren erfolgreichste Saison Ellmerichs, 1986/87 (13 Tore), endete mit dem Abstieg in die Oberliga. Daraufhin nahm er ein Angebot des Bundesligisten FC 08 Homburg an. Nach einem halben Jahr wechselte er zum SSV Ulm 1846 in die zweite Liga und kehrte zur Saison 1988/89 wieder zum FCH, der zuvor aus der Bundesliga abgestiegen war, zurück. Der Wiederaufstieg gelang den Homburgern. Ellmerich trug dazu unter anderem mit acht Toren bei. Zur Saison 1990/91 ging er zum VfB Oldenburg (zweite Liga), wo er nach 14 Einsätzen seine Profikarriere aufgrund einer Verletzung beendete.
Um das Jahr 2006 spielte Lars Ellmerich in der Traditionsmannschaft des VfL Wolfsburg.
2002 begann Ellmerich eine Tätigkeit als Trainer beim DFB-Stützpunkt Braunschweig/Ölper.

### Statistik
| Liga          | Spiele (Tore) |
| ------------- | ------------- |
| Bundesliga    | 071 0(4)      |
| 2. Bundesliga | 137 (40)      |
| Wettbewerb    |               |
| DFB-Pokal     | 013 0(3)      |

## Privates
Ellmerich studierte nach dem Abitur Wirtschaftswissenschaften. Heute arbeitet er bei der Braunschweigischen Landessparkasse.